# DaY-már
Dagmar Otto (Doetinchem, 24 mei 1984) is een Nederlandse dj-producente die hardcore, darkcore, frenchcore, industrial hardcore en UK hardcore maakt. Ze begon actief housemuziek te maken in 2003 en na vijf maanden goed geoefend te hebben draaide ze op haar eerste feest, Talentroom in Leeuwarden. Ze werd steeds vaker gevraagd voor feesten en in 2005 werd ze door Art of Dance gevraagd om op Masters of Hardcore te draaien. Ze staat nu onder contract bij Masters of Hardcore.
Haar eerste eigen vinyluitgave was Embrace The Night op het Masters of Hardcore-label. Dit was ook de anthem van de tweede editie van Masters of Hardcore in Duitsland. De zangpartij in dit nummer werd verzorgd door Charlotte Wessels (een nicht van DaY-már), de voormalige leadzangeres van de Nederlandse symfonische metalband Delain. DaY-már's broer, Jord Otto, is de gitarist bij de Nederlandse rock-/metalbands My Propane en VUUR.

## Discografie
april 2005: MOH 19
- Hear DaY-mar whistle
- Fucking motherfucking slit

september 2005: MOH 20
- Time is on my side
- Bedtime story

januari 2006: MOH 2006 Anthem
- Fucking motherfucking slit

april 2006: Titans
- Playground of the gods
- CD2 mixed by DaY-mar

oktober 2006: MOH 2007 Anthem "Embrace The Night"
- Embrace The Night
- DSTR
- Embrace The Night (Vocal Dub)

november 2007: MOH CD2024
- NOPRADA

juli 2013: United States of DaY-már